# Курбанов Джумабай
Джумабай Курбанов (1906, місто Петро-Александровськ Сирдар'їнської області, тепер місто Турткуль, Каракалпакстан, Узбекистан — розстріляний 28 липня 1941) — радянський діяч, голова Ради народних комісарів Кара-Калпацької АРСР. Депутат Верховної Ради СРСР 1-го скликання (1937—1938). 

## Біографія
У 1925 році — інструктор Турткульського окружного комітету РЛКСМ. З травня 1925 по травень 1926 року — керуючий справами Кара-Калпацького обласного комітету ВЛКСМ.
Член ВКП(б) з 1927 року.
У 1927 — січні 1928 року — завідувач економічного відділу Кара-Калпацького обласного комітету ВЛКСМ.
У січні — липні 1928 року — відповідальний секретар редакції газети «Кзил Каракалпакстан» («Червоний Каракалпакстан»).
У 1928—1932 роках — студент Комуністичного університету трудящих Сходу.
У 1932—1934 роках — народний комісар фінансів Кара-Калпацької АРСР.
У 1934—1935 роках — завідувач агітаційно-масового відділу Кара-Калпацького обласного комітету ВКП(б).
У 1935—1938 роках — голова Ради народних комісарів Кара-Калпацької АРСР.
До липня 1938 року — начальник відділу заготівель і збуту Середньоазіатської контори металобрухту.
3 липня 1938 року заарештований органами НКВС. Розстріляний 28 липня 1941 року. Посмертно реабілітований.

## Нагороди
- орден Леніна (20.12.1935)